# Saatlı (distriktshuvudort i Azerbajdzjan)
Saatlı (ryska: Саатлы) är en distriktshuvudort i Azerbajdzjan.   Den ligger i distriktet Saatlı Rayonu, i den centrala delen av landet, 140 km väster om huvudstaden Baku. Antalet invånare är 87 000.
Terrängen runt Saatlı är mycket platt. Runt Saatlı är det ganska tätbefolkat, med 72 invånare per kvadratkilometer.. Saatlı är det största samhället i trakten.
Trakten runt Saatlı består till största delen av jordbruksmark.